# Dicranopygium

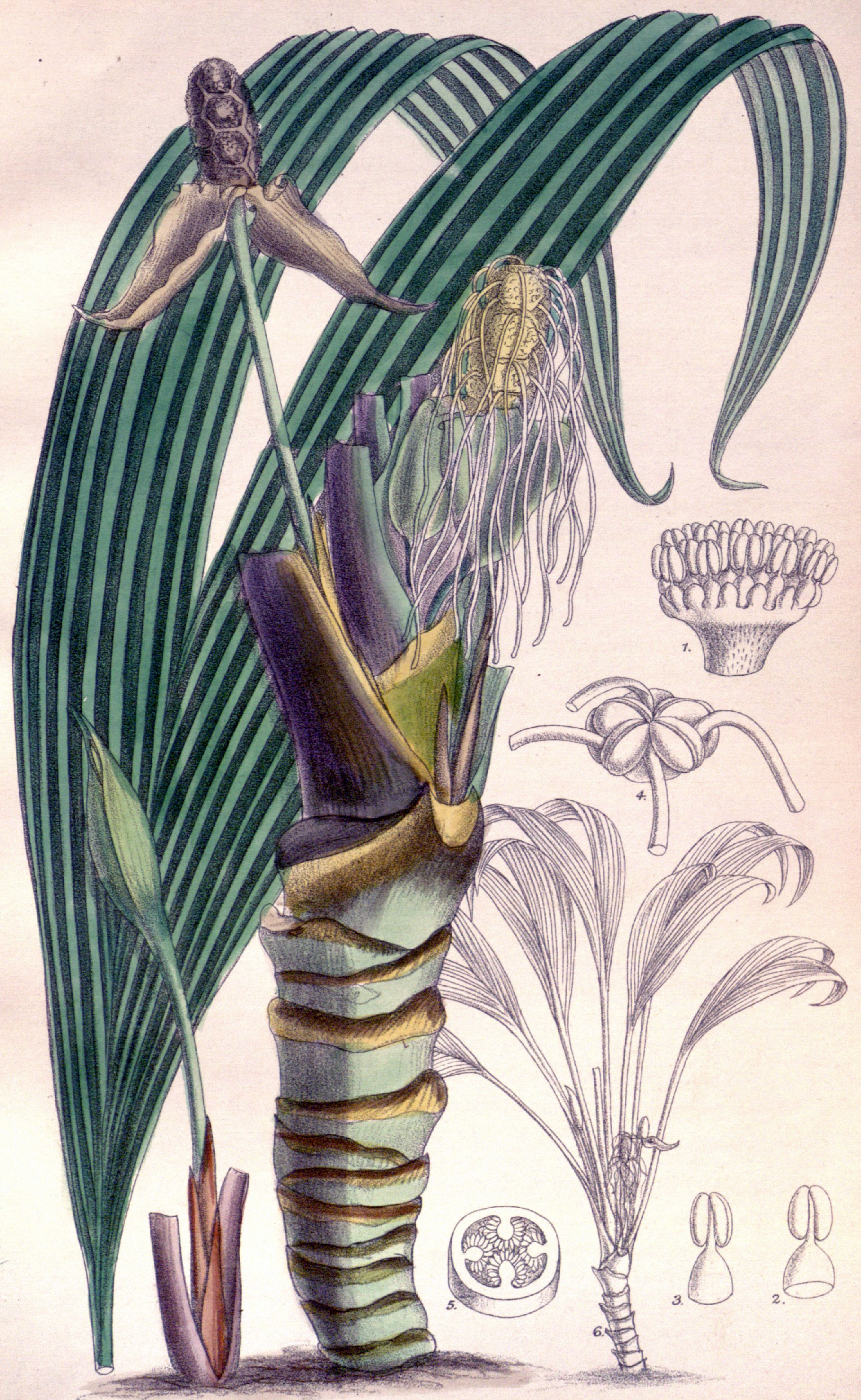
Dicranopygium microcephalum

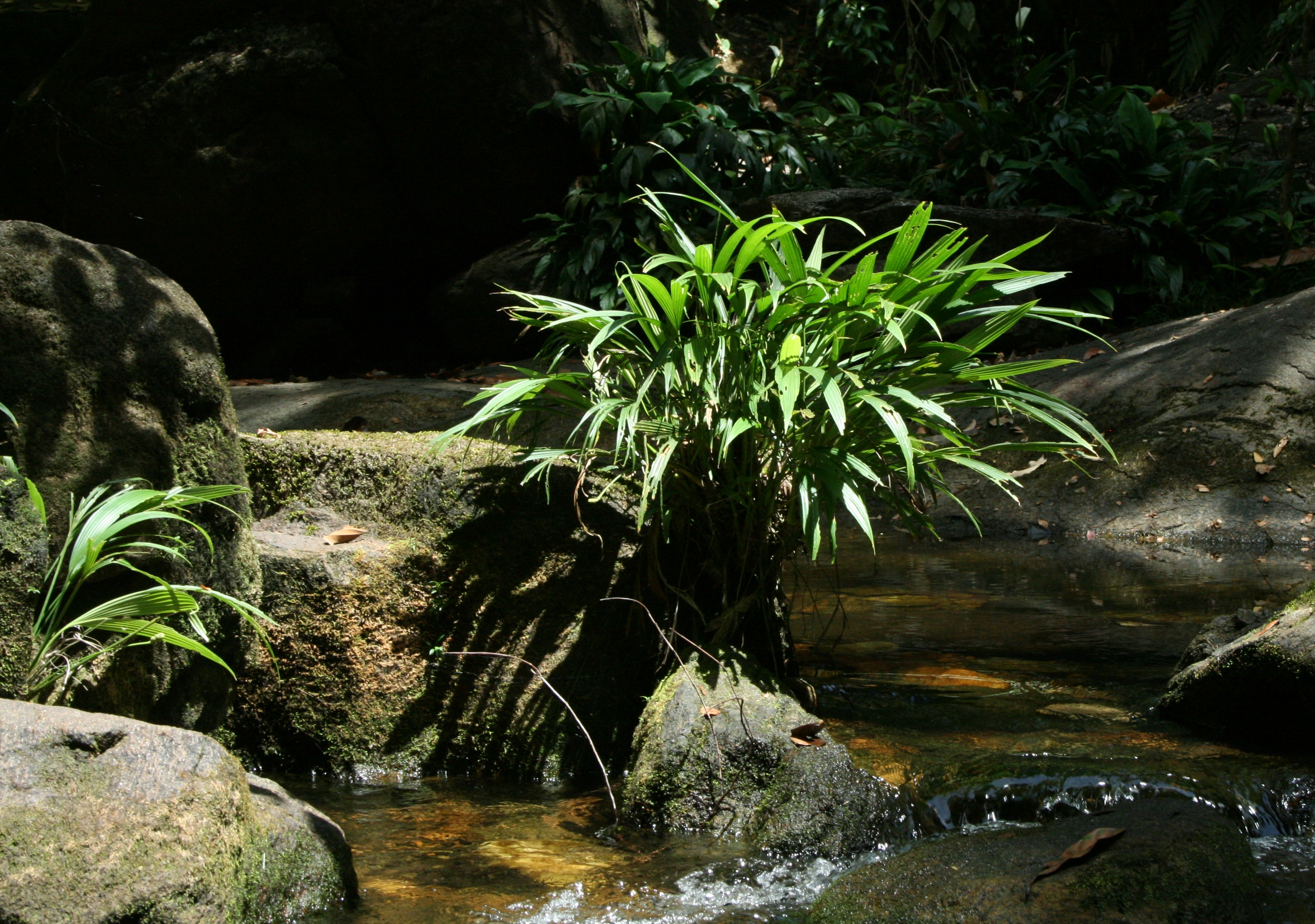
Dicranopygium yacu-sisa

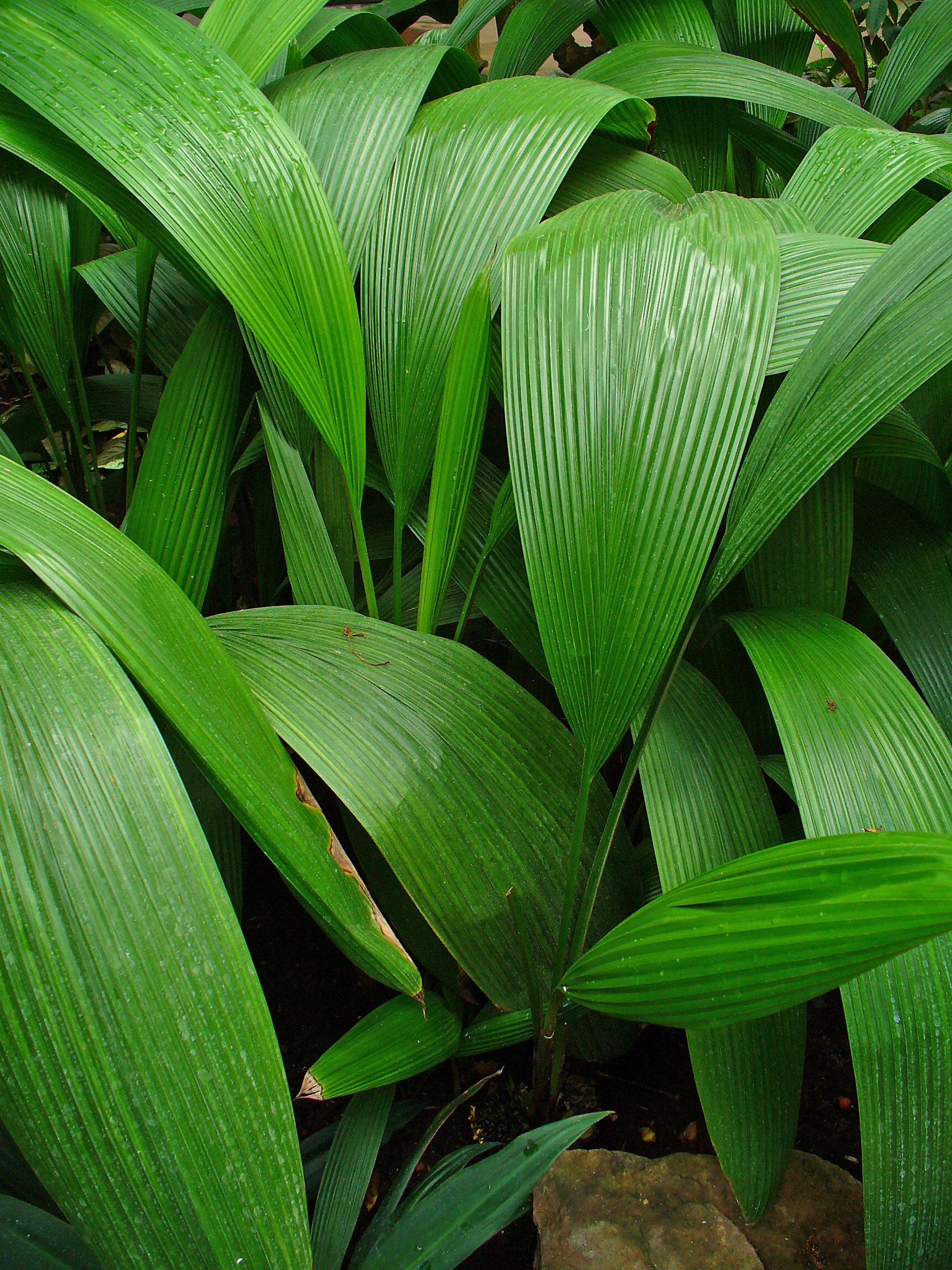
Dicranopygium microcephalum

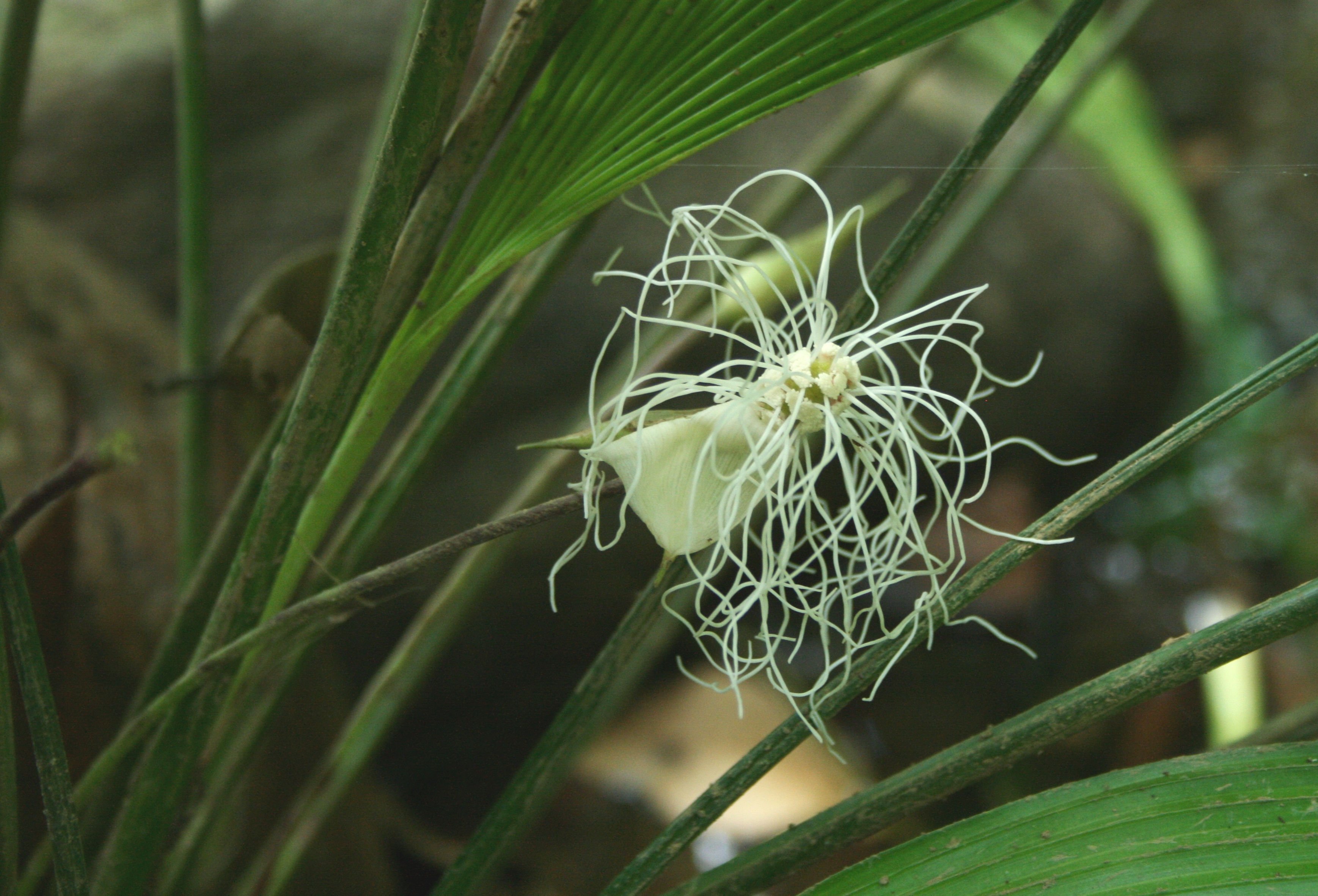
Dicranopygium yacu-sisa

Dicranopygium es un género   de plantas con flores perteneciente a la familia Cyclanthaceae.  Comprende 58 especies descritas y de estas, solo 54 aceptadas.

## Descripción
Plantas terrestres o raramente trepadoras o epífitas, generalmente menos de 1 m de alto. Lámina de las hojas (en Nicaragua) siempre 1-acostillada, bífida; pecíolo aplanado por arriba, tan largo como la lámina. Espatas 2–4, agrupadas justo debajo del espádice; espádice globoso a cilíndrico, relativamente con pocas flores; flores estaminadas generalmente asimétricas con pedicelo unido a un lado del receptáculo; flores pistiladas connadas, tépalos en forma de pequeñas crestas carnosas, estigmas ovoides o lateralmente comprimidos, estilos cortos o ausentes. Espádice en fruto gris, verde a amarillento en la madurez, los frutos eventualmente rompiéndose en la base de los tépalos; semillas elipsoides, teretes, generalmente de color vino.

## Distribución
Es el segundo género más grande de la familia con 58 especies descritas, se distribuye desde el sur de México hasta el centro de Perú. La mayor concentración de especies se encuentra en el noroeste de Sudamérica. Ningún otro género de Cyclanthaceae se encuentra regularmente sobre rocas en pequeños caños; Dicranopygium puede soportar inundaciones torrenciales frecuentes debido a sus hojas particularmente fuertes y raíces bien fijadas. En la madurez, un ligero pinchazo o presión en la base de los tépalos puede provocar que las semillas salgan hacia afuera.

## Taxonomía
El género fue descrito por Gunnar Wilhelm Harling  y publicado en Acta Horti Bergiani 17(3): 43. 1954. La especie tipo es: Dicranopygium microcephalum (Hook. f.) Harling. 

## Especies aceptadas
A continuación se brinda un listado de las especies del género Dicranopygium aceptadas hasta julio de 2014, ordenadas alfabéticamente. Para cada una se indica el nombre binomial seguido del autor, abreviado según las convenciones y usos.	
- Dicranopygium amazonicum Harling
- Dicranopygium angustissimum (Sandwith) Harling
- Dicranopygium aristeguietae Harling
- Dicranopygium arusisense Tuberquia
- Dicranopygium atrovirens (H.Wendl.) Harling
- Dicranopygium aurantiacum (R.E.Schult.) Harling
- Dicranopygium bolivarense Harling
- Dicranopygium calimense Harling
- Dicranopygium callithrix Silverst.
- Dicranopygium campii Harling
- Dicranopygium coma-pyrrhae (Harling) Harling
- Dicranopygium crinitum Harling
- Dicranopygium cuatrecasanum Harling
- Dicranopygium dolichostemon Harling
- Dicranopygium euryphyllum (Harling) Harling
- Dicranopygium fissile Galeano & R.Bernal
- Dicranopygium globosum Harling
- Dicranopygium goudotii Harling
- Dicranopygium gracile (Liebm. ex Matuda) Harling
- Dicranopygium grandifolium Harling
- Dicranopygium harlingii G.J.Wilder
- Dicranopygium idrobonis Harling
- Dicranopygium imeriense Harling
- Dicranopygium insulare (Gleason) Harling
- Dicranopygium latissimum Harling
- Dicranopygium lugonis Harling
- Dicranopygium macrophyllum Harling
- Dicranopygium microcephalum (Hook.f.) Harling
- Dicranopygium mirabile Harling
- Dicranopygium nanum (Gleason) Harling
- Dicranopygium novogranatense Harling
- Dicranopygium odoratum Tuberquia
- Dicranopygium omichlophilum R.E.Schult. ex Harling
- Dicranopygium pachystemon Harling
- Dicranopygium parvulum (Harling) Harling
- Dicranopygium parvulum var. macarenense Harling
- Dicranopygium parvulum var. parvulum.
- Dicranopygium polycephalum Harling
- Dicranopygium pygmaeum (Gleason) Harling
- Dicranopygium rheithrophilum (Harling) Harling
- Dicranopygium robustum Harling
- Dicranopygium rupestre (Klotzsch) Harling
- Dicranopygium sanctae-martae Harling
- Dicranopygium sararense Harling
- Dicranopygium schultesii Harling
- Dicranopygium scoparum Galeano & R.Bernal
- Dicranopygium stenophyllum Harling
- Dicranopygium tatica Hammel
- Dicranopygium testaceum Harling
- Dicranopygium trianae Harling
- Dicranopygium umbrophilum Hammel
- Dicranopygium venezuelanum Harling
- Dicranopygium wallisii (Regel) Harling
- Dicranopygium wedelii Harling
- Dicranopygium williamsii (Standl.) Harling
- Dicranopygium yacu-sisa Harling